# Syndrome de May-Thurner
 Mise en garde médicale
Le syndrome de May-Thurner est une affection rare, caractérisée par une thrombophlébite profonde de la veine iliofémorale gauche résultant d'une compression de cette veine entre l'artère iliaque primitive droite et la cinquième vertèbre lombaire. 

## Historique
La compression de la veine iliaque gauche par l'artère iliaque droite est décrite pour la première fois en 1908 par McMurrich, puis définie anatomiquement par May et Thurner en 1956. Ce n'est pourtant qu'en 1967 que Thomas et Cockett circonscriront la clinique qui y est associée. Le syndrome de Cockett, est parfois employé comme synonyme du syndrome de May-Thurner, mais certaines sources s'y réfèrent comme l'insuffisance veineuse chronique résultant de la même lésion anatomique, mais en l'absence de thrombose.

## Épidémiologie
La prévalence est faible même si elle est probablement sous estimée. Les scanners vasculaires faits pour tout autre cause montrent que près d'un quart de la population a un certain degré de compression de la veine iliaque gauche, le degré de compression semblant plus important chez la femme.

## Physiopathologie
La thrombogenèse repose sur trois mécanismes principaux, à savoir une anomalie du flot sanguin, un dommage endothélial et une hypercoagulabilité. Ces trois éléments, qui constituent la triade de Virchow, sont retrouvés dans le syndrome de May-Thurner.

### Anomalie du flot sanguin
Dans le syndrome de May-Thurner, l'anomalie du flot sanguin est imputable d'une part à la compression de la veine iliaque gauche par l'artère iliaque droite primitive qui la chevauche et d'autre part par l'hyperplasie intimale qui se développe dans la veine iliaque gauche. Rarement, c'est l'artère iliaque gauche qui est responsable de la compression. On suppose que les vibrations chroniques induites par les pulsations de l'artère iliaque primitive droite induisent un dommage frictionnel sur la paroi intimale de la veine iliaque gauche, résultant en une hyperplasie intimale, c'est-à-dire une prolifération de collagène et d'élastine qui en viendra à obstruer le flot sanguin. Exceptionnellement, la phlébite peut être à droite si la veine cave est à gauche.

### Dommage endothélial
L'hyperplasie intimale sus-décrite est le reflet du dommage endothélial résultant des vibrations chroniques secondaires aux pulsations artérielles. 

## Clinique et diagnostic
Le syndrome de May-Thurner se présente classiquement comme une thrombophlébite profonde iliofémorale gauche chez les femmes entre 20 et 40 ans. Des cas sont toutefois rapportés chez les hommes et à tout âge (18-85 ans). L'œdème, l'érythème et la chaleur du membre inférieur gauche sont à rechercher. Une algie intense accompagne souvent le tableau clinique. Les complications à craindre incluent l'embolisation, la propagation dans la veine cave inférieure et la rupture spontanée de la veine iliaque externe. En l'absence de traitement, les sujets sont à risque de développer un syndrome post-phlébitique ou une rethrombose.
Le diagnostic de May-Thurner se pose sur la base clinique chez un patient atteint d'une thrombose veineuse profonde et présentant en concomitance l'anomalie structurale sus-décrite. Pour mettre en évidence ladite lésion, on peut avoir recours à l'échographie percutanée, un examen dont la qualité dépend de l'opérateur qui s'avère techniquement difficile chez les sujets obèses ou présentant des gaz intestinaux. En corollaire, l'utilisation de la tomodensitométrie axiale ou de l'imagerie par résonance magnétique est souvent préférée. Notons que ces modalités d'imagerie ont une sensibilité et une spécificité, respectivement, de 100 % et 96 %, respectivement, en comparaison à l'étalon-or en matière de diagnostic, soit la phlébographie avec mesure des pressions transveineuses. En présence d'un déficit structural fixe imputable à la compression entre l'artère et la cinquième vertèbre lombaire, la veine iliaque se trouve incapable d'accommoder l'augmentation du volume sanguin qui survient de façon physiologique à l'exercice. En conséquence, les pressions endoveineuses à l'effort se trouvent fortement augmentées et la différence observée entre les pressions d'effort et de repos soutiennent le diagnostic.

## Traitement
En présence d'un événement thrombotique aigu chez un patient présentant un syndrome de May-Thurner, l'anticoagulation seule et la combinaison de thrombolyse et d'anticoagulation sont deux approches raisonnables. Le choix de la thérapie devrait être individualisée au patient et doit tenir compte, notamment, du risque de saignement et celui d'ischémie aiguë du membre inférieur. Certains auteurs avancent qu'un recours à la thrombolyse endoveineuse est nécessaire chez les patients atteint de May-Thurner compte tenu de l'inefficacité de l'anticoagulation seule pour prévenir l'embolisation pulmonaire et la propagation dans la veine cave inférieure, ainsi que de l'incidence élevée de syndrome post-phlébitique en l'absence de thrombolyse. Burroughs évoque des taux de rethrombose atteignant 73 % chez les patients atteints de cette condition traités avec anticoagulation seule. Peu de données sont disponibles quant au devenir des patients bénéficiant de thrombolyse endoveineuse au long cours.
L'American College of Chest Physicians émet des recommandations en matière de thrombolyse endoveineuse supportant l'emploi de cette technique, lorsque disponible dans le milieu de soins, chez les patients à faible risque de saignement qui bénéficieraient d'un soulagement de la douleur et d'une diminution du risque de complications post-thrombotiques (grade 2B). L'ajout d'une thrombectomie mécanique pratiquée au moment de l'implantation du cathéter en radiologie (grade 2C) et la correction des déficits structuraux sous-jacent au moyen d'endoprothèses (grade 2B) sont également suggérés. La durée de l'anticoagulation demeure la même qu'un recours à la thrombolyse soit choisi ou non (grade 1C).
Enfin, l'approche chirurgicale n'est employée qu'exceptionnellement. La procédure de Palma-Dale est le plus souvent réservée aux cas de compression de la veine iliaque gauche se traduisant par une insuffisance veineuse chronique en l'absence de thrombose (syndrome de Cockett). Une angioplastie avec mise en place d'un stent au niveau de la jonction ilio-cave peut constituer une alternative, la procédure pouvant être aidé par une échographie endovasculaire. L'anticoagulation est alors poursuivi entre 6 mois et un an après la procédure.